# Андреевский переулок (Санкт-Петербург)

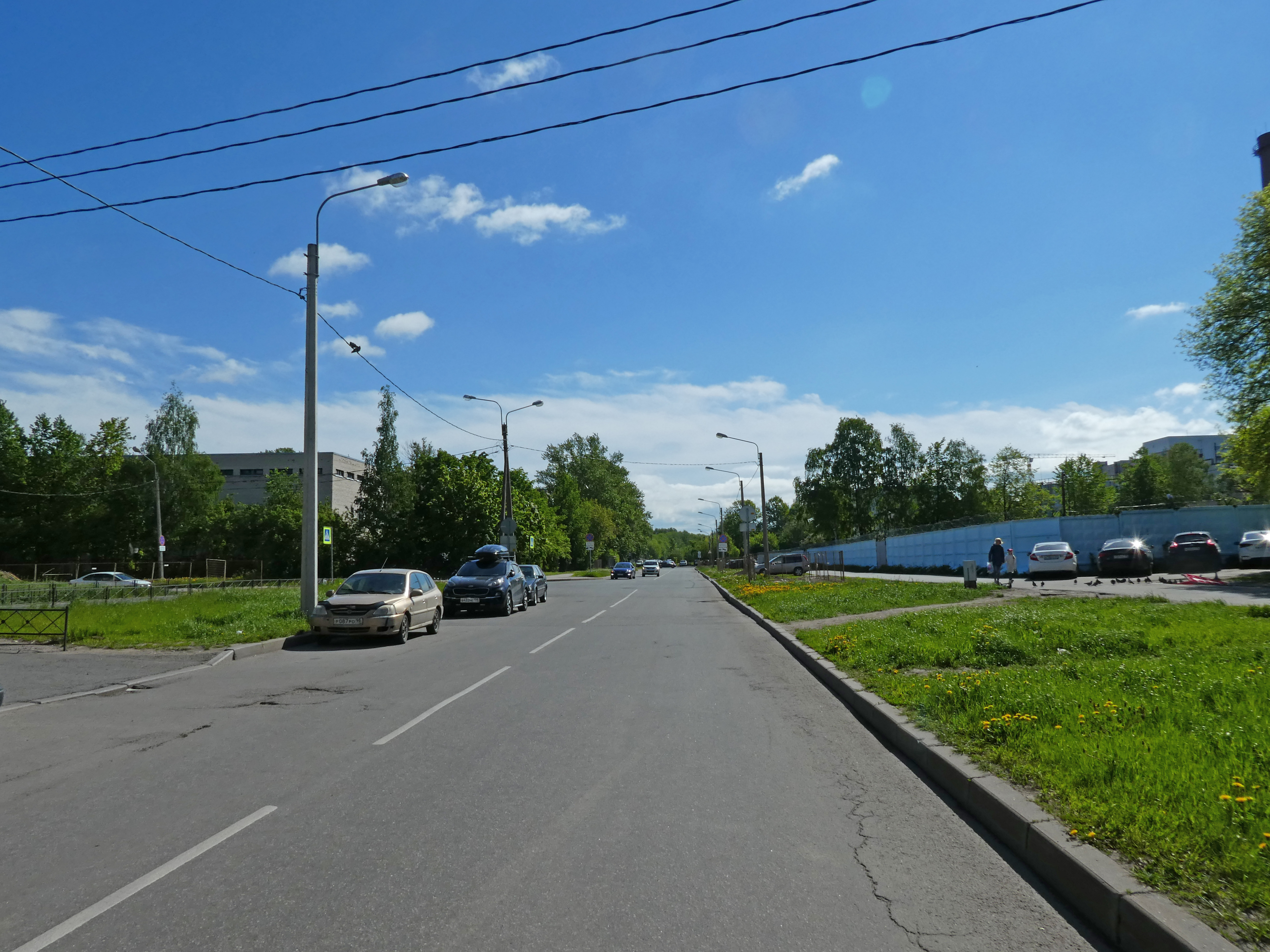
Вид в сторону Авангардной улицы

Андре́евский переулок — переулок в Красносельском районе Санкт-Петербурга. Проходит от Авангардной улицы до улицы Партизана Германа. Протяжённость — 430 м.

## История
Известен с начала XX века. Проходил от улицы Добровольцев до Авангардной. Был формально упразднён в 1969 году, войдя в жилую застройку Красносельского района. Название восстановлено 7 июля 1999 года на участке от Авангардной улицы до улицы Партизана Германа. В восточной своей части переулок совпадает с центральной частью Авангардной улицы.

## Объекты
Поскольку переулок был упразднён в 1969—1999 годах, на нём не значится ни одного строения.
Вблизи начала переулка находится Полежаевский парк.

## Транспорт
- Автобусы: № 2, 2А, 87, 103, 111, 165, 260, 265
- Маршрутные такси: № 486В
- Троллейбусы: № 48
- Ж/д платформы: Лигово (1770 м)

## Пересечения
С востока на запад:
- Авангардная улица;
- улица Партизана Германа.